# Bias de supraviețuire

Diagramă care indică, prin punctele roșii, zonele în care au fost lovite avioanele ce s-au întors din misiune. Aceste date arată doar unde pot fi avariate aeronavele fără a fi doborâte. Biasul de supraviețuire: informațiile disponibile provin exclusiv de la cazurile care au reușit să supraviețuiască.

Biasul de supraviețuire (din engleză survivorship bias sau survival bias), cunoscut și ca eroare de supraviețuire, părtinire de supraviețuire ori prejudecata supraviețuirii, este o eroare logică și, în același timp, o aberație statistică, care constă în concentrarea asupra entităților care au trecut printr-un proces de selecție, ignorându-le pe cele care nu au supraviețuit. Această distorsiune poate conduce la concluzii greșite, din cauza unei perspective incomplete asupra fenomenului analizat.
Biasul de supraviețuire este o formă de eroare de eșantionare, care poate genera convingeri nejustificat de optimiste, prin omiterea eșecurilor. De exemplu, atunci când sunt analizate doar companiile care încă există, performanțele trecute pot părea mai bune decât au fost în realitate, deoarece firmele care au falimentat sunt excluse din date. De asemenea, acest tip de părtinire poate susține, în mod eronat, ideea că succesul este rezultatul unor trăsături speciale sau al meritelor individuale, ignorând rolul hazardului — confundând astfel corelația cu cauzalitatea.

## Ca eroare experimentală generală
Cercetătorul în parapsihologie Joseph Banks Rhine⁠(d) a susținut că a identificat câțiva indivizi, dintre sute de subiecți testați, care ar avea capacități de percepție extrasenzorială (PES). Calculele sale se bazau pe improbabilitatea ca acești puțini subiecți să fi ghicit cărțile Zener afișate partenerului lor pur și simplu prin hazard. Una dintre criticile majore formulate împotriva metodologiei sale a fost prezența posibilă a unui bias de supraviețuire inconștient în selecția subiecților. Rhine a fost acuzat că nu a luat în considerare mărimea efectivă a eșantionului: mai exact, pe toți cei eliminați din studiu deoarece „nu erau suficient de telepați”, fiindcă eșuaseră în fazele inițiale de testare. Dacă i-ar fi inclus în analiză, ar fi putut observa că, într-un eșantion atât de larg, era de așteptat ca unul sau doi indivizi să atingă — doar prin șansă — o rată impresionantă de „succes”.
În cartea sa Fads and Fallacies in the Name of Science⁠(d), Martin Gardner a explicat că asemenea greșeli nu au fost comise din naivitate statistică, ci dintr-o neglijare sistematică a subiecților cu performanțe slabe. Gardner subliniază că, și fără nicio formă de fraudă, într-un eșantion suficient de mare, vor exista întotdeauna unii participanți care vor obține rezultate aparent remarcabile, pur întâmplător. Pentru a ilustra acest lucru, el își imaginează cum ar decurge lucrurile dacă o sută de profesori de psihologie ar citi lucrarea lui Rhine și ar încerca să o reproducă: biasul de supraviețuire ar filtra experimentele fără rezultate, iar doar cele cu „succese” improbabile ar fi continuate și raportate.
Gardner observă că experimentele care confirmă ipoteza nulă (adică fără efect detectabil) nu ar fi publicate, dar „în cele din urmă, rămâne un cercetător al cărui subiect obține scoruri ridicate în șase sau șapte sesiuni succesive. Nici experimentatorul, nici subiectul nu cunosc celelalte 99 de încercări eșuate, așa că amândoi ajung să creadă cu tărie că ESP-ul este real.” El conchide: „Cercetătorul redactează o lucrare entuziastă, o trimite lui Rhine, care o publică în revista sa, iar cititorii sunt profund impresionați.”
Când un număr suficient de mare de cercetători studiază un fenomen, este de așteptat ca unii să obțină rezultate statistic semnificative pur întâmplător — iar acestea sunt tocmai experimentele trimise spre publicare. În plus, revistele tind să prefere articolele cu rezultate „pozitive”. Această problemă este cunoscută drept bias al rezultatelor pozitive, un tip de bias de publicare. Pentru a limita acest fenomen, unii editori solicită explicit trimiterea de studii cu rezultate „negative” — adică acelea în care „nu s-a întâmplat nimic”.
Biasul de supraviețuire este una dintre distorsiunile metodologice discutate în lucrarea influentă din 2005 Why Most Published Research Findings Are False, care arată că un număr semnificativ de articole științifice din domeniul medical conțin rezultate nereproductibile.
Un exemplu notoriu de bias al timpului nemuritor (immortal time bias) a apărut într-un studiu realizat de Redelmeier și Singh, publicat în Annals of Internal Medicine. Studiul părea să demonstreze că actorii și actrițele care au câștigat un premiu Oscar trăiesc, în medie, cu aproape patru ani mai mult decât colegii lor fără trofeu. Însă metoda statistică utilizată le-a oferit câștigătorilor un avantaj incorect, atribuindu-le anii trăiți înainte de a câștiga premiul ca parte a supraviețuirii de după. Când datele au fost reanalizate cu metode care exclud această formă de bias, avantajul de supraviețuire s-a redus la aproximativ un an și nu mai era semnificativ statistic.

## Exemple

### Finanțe și economie
În domeniul financiar, biasul de supraviețuire reprezintă tendința de a exclude companiile care au eșuat din studiile de performanță, deoarece acestea nu mai există. Acest lucru duce frecvent la supraestimarea performanțelor raportate, întrucât sunt analizate doar companiile care au avut suficient succes pentru a supraviețui până la finalul perioadei studiate. De exemplu, selecția fondurilor de investiții prezentată de o companie la un moment dat va include doar fondurile active și performante în prezent. Fondurile cu rezultate slabe sunt adesea închise sau comasate cu altele, mascând astfel performanțele slabe din trecut.
Această distorsiune poate crea impresia falsă că majoritatea fondurilor depășesc media pieței, influențând deciziile de investiție într-un mod eronat. În teorie, până la 70% dintre fondurile existente ar putea susține în mod corect, din punct de vedere tehnic, că se află în primul sfert de performanță al pieței, dacă grupul de comparație include și fondurile deja închise.
Într-un studiu publicat în 1996, Elton, Gruber și Blake au arătat că biasul de supraviețuire este mai pronunțat în sectorul fondurilor mici decât în cel al fondurilor mutuale mari — probabil pentru că fondurile mici au o probabilitate mai ridicată de a fi închise. Ei au estimat această distorsiune la aproximativ 0,9% pe an în industria fondurilor mutuale din Statele Unite. Biasul a fost definit ca diferența dintre α-ul mediu (randamentul ajustat la risc) al fondurilor supraviețuitoare și α-ul mediu al tuturor fondurilor, unde α reprezintă diferența dintre randamentul fondului și cel al indicelui de referință (de regulă S&P 500), ajustată pentru risc.
Un alt exemplu frecvent în domeniul financiar constă în utilizarea componenței actuale a unui indice bursier în locul celei istorice reale. De exemplu, într-o analiză retrospectivă (backtest) a performanței companiilor din S&P 500 care au plătit dividende în ultimul an, utilizarea componenței curente a indicelui începând din 1990 introduce bias de supraviețuire. Acest lucru se întâmplă deoarece indicele S&P 500 este actualizat constant: companiile care nu mai corespund criteriilor de eligibilitate sunt eliminate, iar altele, cu performanțe recente bune, sunt incluse.
Într-o astfel de simulare, companiile nou-incluse ar apărea ca și cum ar fi fost prezente în indice pe toată durata perioadei analizate — inclusiv în fazele lor de creștere — deși în realitate nu făceau parte din indice la acea vreme. Între timp, companiile eliminate, care ar fi avut performanțe negative, nu mai sunt luate în calcul, ceea ce denaturează imaginea istorică. Pentru a evita această formă de bias, este esențială folosirea componenței reale a indicelui la fiecare moment în timp și aplicarea corectă a datelor de intrare și ieșire pentru fiecare companie. Doar astfel se poate obține o analiză istorică riguroasă și lipsită de distorsiuni.

### Afaceri

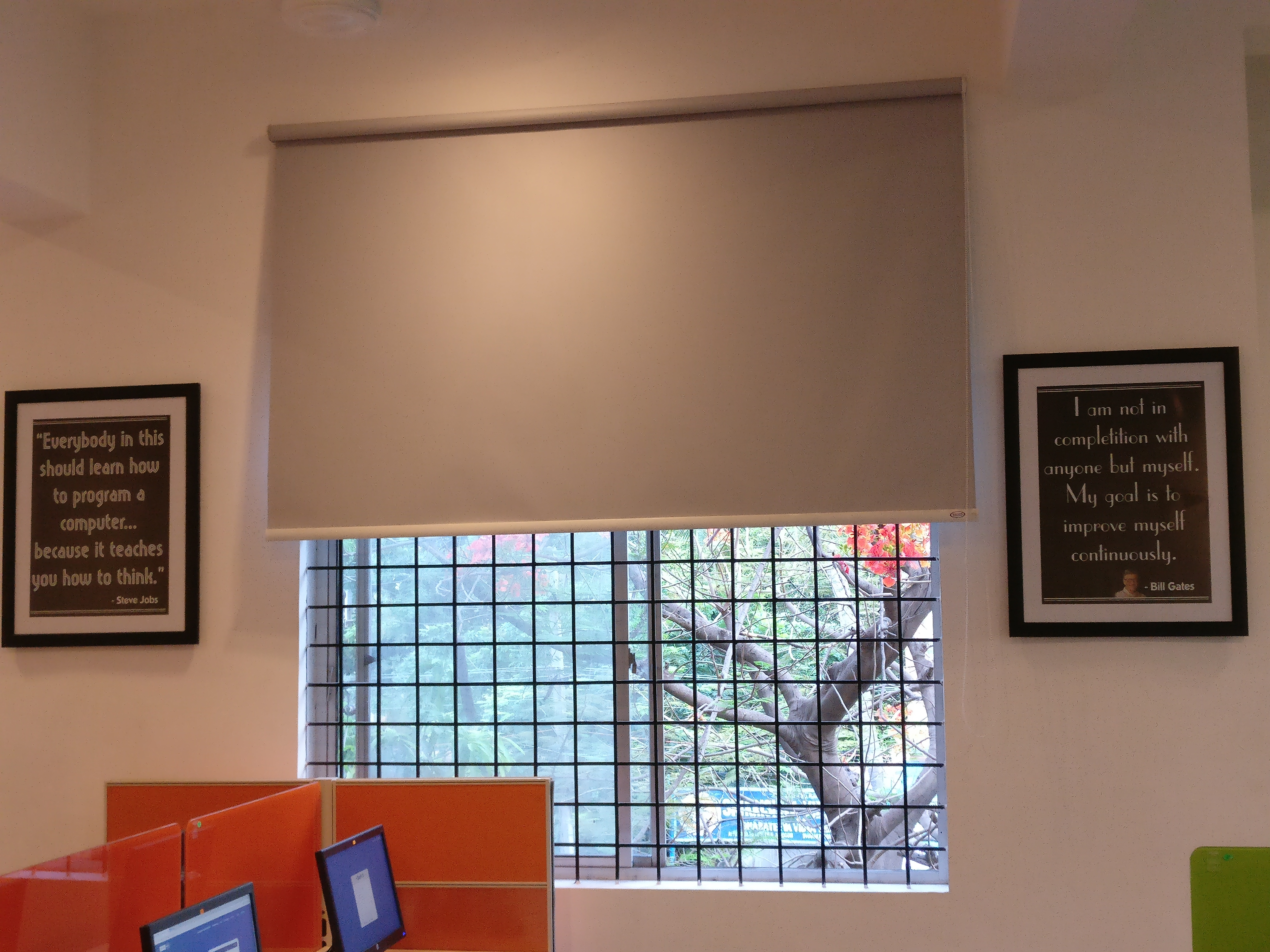
Citate înrămate ale unor directori executivi de succes expuse într-o bibliotecă publică.

Michael Shermer, în Scientific American, și Larry Smith de la Universitatea din Waterloo au arătat cum sfaturile despre succesul în afaceri pot distorsiona realitatea, deoarece ignoră numeroasele companii și studenți care au abandonat studiile și care, în final, au eșuat. Jurnalistul și autorul David McRaney remarcă faptul că „industria sfaturilor este un monopol controlat de supraviețuitori. Când cineva nu supraviețuiește, dispare complet sau vocea sa este redusă la zero.” Alec Liu scrie în Vice că „pentru fiecare Mark Zuckerberg există mii de ratați, care au organizat petreceri la care n-a venit nimeni și care au devenit irelevanți înainte măcar să știm că au existat.”
În volumul Lebăda neagră, autorul și analistul financiar Nassim Taleb⁠(d) denumește aceste date ignorate de biasul de supraviețuire drept „dovezi tăcute” (în engleză, silent evidence), subliniind că ceea ce nu vedem are un impact considerabil asupra concluziilor noastre. Această formă de distorsiune susține adesea ideea că succesul este merit exclusiv, în timp ce ignoră factori precum contextul, resursele inițiale sau șansa – perpetuând astfel mitul meritocrației absolute.

### Istorie
Diagoras din Melos a fost întrebat, privind picturile celor care au scăpat din naufragiu: „Tu care crezi că zeii nu se preocupă de oameni, ce spui despre atâția oameni salvați prin favoarea lor deosebită?” La care Diagoras a răspuns: „Eu spun că nu sunt pictați cei care s-au înecat, iar aceștia sunt mult mai numeroși.” Această anecdota ilustrează în mod clar biasul de supraviețuire — tendința de a se concentra exclusiv pe cazurile care au avut succes, ignorând pe cele care au eșuat și care, în acest caz, nu au fost reprezentate. O poveste asemănătoare este atribuită lui Diogene din Sinope.
Susan Mumm a explicat că biasul de supraviețuire determină istorici să acorde mai multă atenție organizațiilor încă existente, în detrimentul celor care au dispărut. Astfel, instituții mari și bine organizate, precum Women’s Institute⁠(d), care păstrează arhive accesibile, sunt studiate mai frecvent decât organizații caritabile mai mici, care, deși au avut un impact semnificativ, nu au lăsat în urmă suficiente documente. Această tendință reflectă o formă particulară de bias de selecție ce distorsionează înțelegerea completă a istoriei.

### Cariere extrem de competitive
Indiferent că vorbim despre staruri de cinema, sportivi, muzicieni sau directori executivi ai unor corporații de miliarde, mass-media populară prezintă adesea povestea individului hotărât⁠(d) care-și urmează visul și depășește toate obstacolele. În schimb, se acordă mult mai puțină atenție celor la fel de talentați și motivați care nu ajung niciodată la succes, fie din cauza unor factori externi sau întâmplări aparent aleatorii. Totodată, se neglijează rolul contextului, al resurselor disponibile și al sprijinului pe care cei care au reușit le-au avut la dispoziție, iar cei care au eșuat nu.
Această percepție distorsionată întreține mitul meritocrației pure, atribuind succesul exclusiv efortului personal și ignorând impactul circumstanțelor favorabile sau al norocului. Biasul de supraviețuire ascunde adevărata complexitate a succesului, omorând vizibilitatea eșecurilor numeroase și invizibile.
De exemplu, un studiu din 2013 a demonstrat că 91% dintre artiștii prezenți pe rețelele sociale rămâneau necunoscuți, iar doar 1,1% erau recunoscuți la nivel mainstream sau considerabil de succes. Marea majoritate a eșecurilor rămâne invizibilă publicului larg, iar doar cei care trec de rigorile severe ale competiției sunt văzuți frecvent.

### Militar

Acest model ipotetic al distribuției avariilor la aeronavele care au revenit din misiuni indică zonele în care acestea pot fi lovite și totuși pot ateriza în siguranță. Ranforsarea acestor zone, ignorând celelalte, ar reprezenta un exemplu clasic de bias de supraviețuire, întrucât sunt excluse din analiză datele esențiale despre aeronavele care au fost lovite în alte puncte și nu s-au mai întors – tocmai acele informații care ar fi fost decisive pentru o protecție eficientă.

În timpul celui de-Al Doilea Război Mondial, statisticianul Abraham Wald a integrat biasul de supraviețuire în analizele sale privind reducerea pierderilor de bombardiere lovite de focul inamic. Grupul de Cercetare Statistică (Statistical Research Group – SRG) de la Universitatea Columbia, din care făcea parte și Abraham Wald, a analizat avariile aeronavelor care reușiseră să se întoarcă din misiuni și a recomandat aplicarea blindajului în zonele care prezentau cele mai puține deteriorări. Urmele de gloanțe de pe avioanele revenite la bază indicau zonele în care un bombardier putea fi lovit fără să-și piardă capacitatea de zbor și de a ateriza în siguranță. Prin urmare, Wald a propus ca Marina să întărească acele părți ale aeronavelor care nu prezentau avarii, deducând că aeronavele lovite în acele zone – și care nu s-au întors – au fost cel mai probabil doborâte.
Această abordare este considerată fondatoare pentru domeniul emergent de atunci al cercetării operaționale (operational research) și rămâne un exemplu clasic de gândire critică aplicată în condiții reale de viață și moarte.

### Pisici
Un studiu realizat în 1987 a raportat că pisicile care cad de la o înălțime mai mică de șase etaje și supraviețuiesc suferă răni mai grave decât cele care cad de la peste șase etaje. S-a propus că acest fenomen ar putea avea loc deoarece pisicile ating viteza terminală după ce se redresează în cădere (de obicei în jurul etajului cinci), iar după acest punct se relaxează, ceea ce duce la leziuni mai puțin severe.
Totuși, în 1996, publicația The Straight Dope a sugerat o explicație alternativă: biasul de supraviețuire. Pisicile care mor în urma căderii sunt mai puțin probabil să fie duse la veterinar, ceea ce înseamnă că multe dintre cazurile fatale nu sunt reflectate în studiile efectuate, iar rezultatele sunt astfel distorsionate în favoarea celor care supraviețuiesc.

### Studii de evoluție
Grupurile mari de organisme numite clade, care supraviețuiesc perioade îndelungate, sunt supuse mai multor forme de bias de supraviețuire, cum ar fi efectul „împingerii din trecut” (în engleză push of the past). Acest efect generează iluzia că toate cladele tind să debuteze cu o rată mare de diversificare, care apoi încetinește în timp.
Această iluzie este înșelătoare, întrucât multe clade dispar rapid după apariție, fără a lăsa urme în registrul fosil sau în seturile de date disponibile. O cladă este un grup de organisme care include un strămoș comun și toți descendenții acestuia – o unitate fundamentală în clasificarea filogenetică a vieții. În consecință, concluziile formulate exclusiv pe baza cladelor de succes pot deforma înțelegerea proceselor evolutive la scară largă, ilustrând în mod clar riscurile asociate biasului de supraviețuire în cercetarea științifică.

### Drept comercial
Biasul de supraviețuire poate genera probleme semnificative de natură juridică, în special în domeniul publicității înșelătoare, atunci când rata de succes promovată pentru un produs sau serviciu este calculată raportându-se la un eșantion nereprezentativ pentru publicul-țintă al reclamei. Riscul este cu atât mai mare în următoarele situații:
1. reclama omite să evidențieze diferențele relevante dintre cele două grupuri sau le prezintă într-un mod incomplet ori ambiguu;
2. diferențele respective sunt rezultatul unei selecții deliberate, prin care compania filtrează potențialii clienți, permițând accesul doar celor care prezintă trăsături ce sporesc probabilitatea de succes – criteriile fiind adesea netransparente;
3. accesul la produs sau serviciu presupune plata unei taxe, mai ales dacă aceasta este nerambursabilă sau nedezvăluită în mod clar în cadrul comunicării comerciale.

Aceste practici pot crea o percepție fals pozitivă asupra eficienței serviciului sau produsului, întrucât rezultatele prezentate reflectă doar experiențele clienților „selectați” – aceia care, prin profilul lor, aveau deja șanse superioare de reușită. Astfel, se elimină din ecuație experiențele celor respinși sau care nu au obținut rezultate favorabile, distorsionând în mod esențial evaluarea obiectivă a serviciului.
În România, asemenea abordări pot încălca dispozițiile Legii nr. 158/2008 privind publicitatea înșelătoare și comparativă, precum și prevederile Ordonanței nr. 21/1992 privind protecția consumatorilor, republicată. Ambele acte normative impun obligația furnizării unor informații clare, complete și corecte, interzicând orice formă de comunicare care induce în eroare consumatorul în privința performanței sau beneficiilor promise.
Un exemplu notoriu în acest sens este serviciul de întâlniri online EHarmony.com⁠(d), a cărui strategie publicitară ridică următoarele probleme:
1. promovează o rată de succes mult superioară altor platforme similare, dar nu dezvăluie că această rată este calculată exclusiv în raport cu un subset de utilizatori atent selectați – persoane care prezintă trăsături asociate cu o probabilitate crescută de a forma relații stabile;
2. acest subset este identificat printr-un proces riguros de pre-selecție, conceput pentru a exclude potențialii clienți care nu corespund profilului dorit, dar fără ca metodologia să fie făcută publică;
3. testul de preselecție este gratuit, astfel că utilizatorii nu suportă un risc financiar direct, însă suportă costuri în timp, efort psihologic și posibila dezamăgire legată de respingere sau eșec.[29]

Situații similare pot apărea și în cazul anumitor programe de coaching, cursuri de dezvoltare profesională sau produse financiare „premium”, care pun în valoare doar cazurile de succes, prezentate ca norme, în timp ce eșecurile sunt ignorate. Astfel, publicul este indus în eroare cu privire la eficiența reală a produsului sau serviciului.
Această manipulare a datelor și prezentarea selectivă a rezultatelor reprezintă o formă clasică de bias de supraviețuire – un fenomen care, dincolo de implicațiile etice, poate constitui o practică comercială incorectă, susceptibilă de sancționare în temeiul legislației române privind protecția consumatorilor și concurența loială.